# التسكع بلا هدف (رواية)
التسكع بلا هدف (بالإنجليزية: Loitering with Intent)‏ هي رواية للكاتبة الإسكتلندية موريل سبارك، نشرت عام 1981، لأول مرة عن دار نشر بودلي هيد.